# Rybackoje (stacja kolejowa)
Rybackoje (ros. Рыбацкое) – węzłowa stacja kolejowa w miejscowości Petersburg, w Rosji. Węzeł linii Petersburg - Mga z linią do portu morskiego Petersburg.

## Historia
Stacja powstała w czasach carskich na linii z Petersburga do Wiatki, pomiędzy stacjami Obuchowo i Sapiornaja.